# Óscar Grau Ibáñez
Óscar Grau Ibáñez (geboren am 16. Januar 2004 in Barcelona) ist ein spanischer Handballspieler, der auf der Spielposition am Kreis eingesetzt wird.

## Vereinskarriere
Óscar Grau spielt beim FC Barcelona, bei dem er in der Spielzeit 2024/2025 noch zum Kader der B-Mannschaft gehört.
Er debütierte mit der ersten Mannschaft des Vereins in der Saison 2023/2024 in Spaniens erster Liga. Sein für die erste Mannschaft geltender Vertrag in Barcelona läuft bis 2027.

## Auswahlmannschaften
Grau stand im Aufgebot der Nachwuchsauswahlen der Real Federación Española de Balonmano (RFEBM).
Er debütierte für die RFEBM am 19. Dezember 2019 mit der promesas selección in einem Spiel gegen Portugal. In drei Spielen für diese Auswahl warf er acht Tore.
Am 14. Juli 2022 lief er erstmals für die Jugendnationalmannschaft auf. Grau spielte im August 2022 bei der U-18-Europameisterschaft 2022, bei der er mit der Auswahl den Europameistertitel gewann. Bis Januar 2023 wurde er insgesamt in 14 Spielen aufgeboten und warf elf Tore.
Im März 2024 wurde er in die Juniorenauswahl Spaniens berufen, mit der er im Juli des Jahres die U-20-Europameisterschaft 2024 gewann. Er nahm auch an der U-21-Weltmeisterschaft 2025 (9. Platz) teil.

## Erfolge
- spanischer Meister mit FC Barcelona 2023/2024 (fünf Einsätze), 2024/2025 (fünf Einsätze)[2]
- U-18-Europameister 2022 mit der Jugendnationalmannschaft
- U-20-Europameister 2024 mit der spanischen Juniorenauswahl

## Privates
Sein Vater Òscar Grau Gomar spielte ebenfalls professionell Handball beim FC Barcelona.